# U.S. Route 63
U.S Route 63 (också kallad U.S. Highway 63 eller med förkortningen  US 63) är en amerikansk landsväg i USA som sträcker sig i nord-sydlig riktning. Vägen sträcker sig mellan Ruston, Louisiana i söder och U.S. Route 2 i norr, strax väster om Ashland, Wisconsin. 